# 北海道道702号美和丰浦停车场线
北海道道702号美和丰浦停车场线（日语：北海道道702号美和豊浦停車場線）是一条位于北海道虻田郡丰浦町的普通道级道路（北海道道）。

## 道路概况
- 起点：北海道虻田郡丰浦町美和
- 終点：北海道虻田郡丰浦町旭町（JR北海道 丰浦站）
- 总距离：8.8千米（内、重複区間0.3千米）

## 经过的自治体
- 胆振综合振兴局
  - 虻田郡丰浦町

## 主要连接道路
- 北海道道914号新富神里线（起点）

## 历史
- 1971年（昭和46年）3月31日 - 路線勘定（北海道告示第1000号）